# История Северных Марианских островов

## Испанская колония

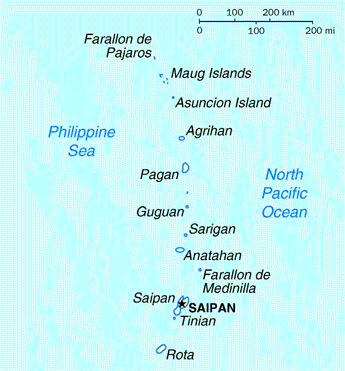
Северные Марианские острова были впервые исследованы Фернаном Магелланом, прибывшим на острова в 1521 году.

Первые европейцы достигли этих островов под руководством Фернана Магеллана в 1521 году, который высадился на Гуаме и объявил этот остров владением Испании. Исследователей приняли чаморро, которые снабдили их едой и водой в обмен на железо. Однако некоторые островитяне захватили небольшую лодку, принадлежавшую флоту Магеллана. Он приблизился к берегу, чтобы вернуть свою лодку, но, увидев, как эти островитяне бросали в него копья, был вынужден казнить семерых из этих туземцев и сжечь их дома. Затем архипелаг получил название Ислас-де-лос-Ладронес.
Через три дня после прибытия Магеллан продолжил свое кругосветное путешествие на запад. Затем острова оказались под властью Испании, как часть Испанской Ост-Индии. Испанцы построили на Гуаме Королевский дворец для губернатора островов. Его руины все еще можно было увидеть в 2006 году.
Гуам был важной остановкой из Мексики для галеонов, перевозивших золото между Филиппинами и Испанией. В территориальных водах Гуама еще осталось несколько затонувших галеонов.
В 1668 году острова были переименованы отцом Диего Луисом де Сан Виторес в Марианские острова в честь Марианны Австрийской, вдовы Филиппа IV.
Большая часть населения острова либо умерла от болезней, принесённых европейцами, либо вступила в смешанные браки, но для заселения острова были привезены новые поселенцы, первоначально с Филиппин и Каролинских островов. Несмотря на это, популяция чаморро постепенно возродилась, а языки чаморро, филиппинский и каролинский, а также этнические различия на Марианских островах все еще продолжали сосуществовать. Чтобы облегчить культурную и религиозную ассимиляцию, испанцы вынудили чаморро сконцентрироваться на Гуаме на определенный период времени. Когда им разрешили вернуться на территорию нынешних Северных Марианских островов, каролинцы уже жили на Марианских островах. И каролинцы, и чаморро считаются коренными жителями Северных Марианских островов, и их языки являются официальными в содружестве (но не на Гуаме).

## Владение Германии и Японии
После испано-американской войны 1898 года Испании пришлось уступить Гуам Соединенным Штатам, а остальные Марианские острова (вместе с Каролинскими и Маршалловыми островами) продать Германии. Япония объявила войну Германии во время Первой мировой войны и вторглась на Северные Марианские острова. 
В 1919 году Лига Наций, предшественница Организации Объединенных Наций, передала острова Японии по мандату. Во время японской оккупации сахарный тростник стал основной отраслью промышленности на островах, а рабочая сила мигрировала из Японии и связанных с ней колоний (особенно из Окинавы и Кореи). По переписи населения декабря 1939 года общая численность населения Южно-Тихоокеанского мандата составляла 129 104 человека, из которых 77 257 человек были японцами (включая тайваньцев и корейцев).
Через несколько часов после нападения на Перл-Харбор японские войска на Марианских островах начали вторжение на Гуам. Чаморро с Северных Марианских островов были доставлены на Гуам в помощь японской администрации. Этот факт в сочетании с жестоким обращением с чаморро на Гуаме во время их непродолжительной 31-месячной оккупации привел к расколу между двумя популяциями, который стал основной причиной, по которой гуамцы отказались от воссоединения с Северными Марианскими островами в 1960-х годах.

## Вторая мировая война

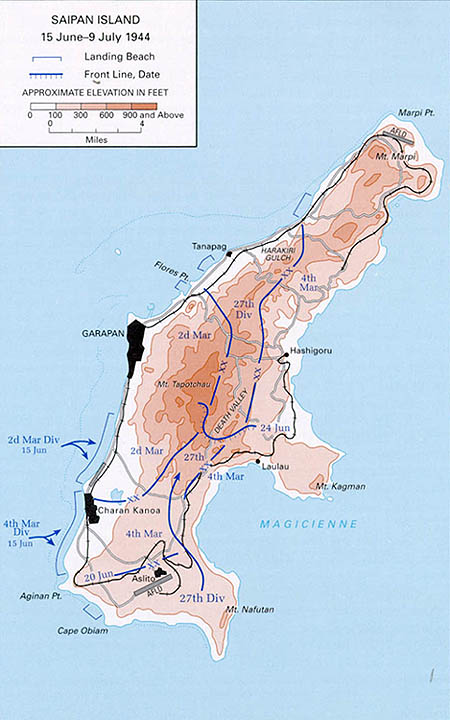
Карта битвы на Сайпане

Ближе к концу Второй мировой войны армия Соединенных Штатов вторглась на Марианские острова 15 июня 1944 года, начав с битвы при Сайпане, которая закончилась 9 июля японским командиром, совершившим сэппуку (традиционная японская форма ритуального самоубийства). Американские войска отбили Гуам 21 июля и вторглись на Тиниан (Битва при Тиниане) 24 июля, который послужил отправной точкой для Enola Gay, самолета, который год спустя сбросил атомную бомбу на Хиросиму. Рота оставалась нетронутой и изолированной до капитуляции японцев в августе 1945 года из-за ее военной незначительности.

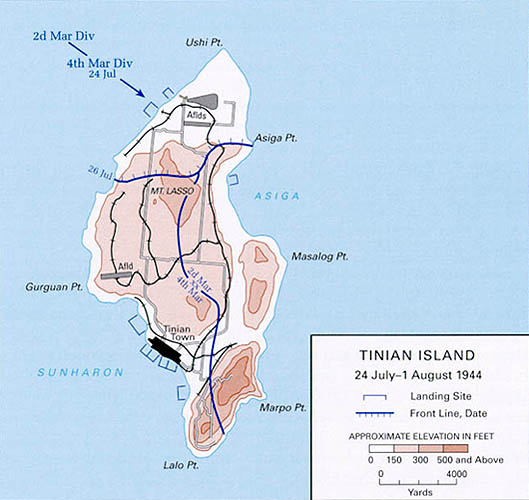
Карта битвы на Тиниане

Война не закончилась для всех с подписанием перемирия. Последняя группа японцев сдалась на Сайпане 1 декабря 1945 года. На Гуаме японский солдат Сёити Ёкои скрывался в городке Талофофо до 1972 года.
Между окончанием вторжения и капитуляцией Японии население Сайпана и Тиниана содержалось в концентрационных лагерях. В конце концов японцы были репатриированы, а коренные народы чаморро и каролинцы вернулись на свои земли.

## Содружество

Текущий флаг Северных Марианских островов, принятый 4 июля 1976 года.

После поражения Японии острова находились под управлением Соединенных Штатов как часть Подопечной территории Тихоокеанских островов, таким образом, оборона и иностранные дела находятся в ведении Соединенных Штатов. 
Жители Марианских островов решили не обретать независимость в 1970-х годах, а наладить более тесные связи с Соединенными Штатами. Переговоры о статусе территории начались в 1972 году. В 1975 году было одобрено соглашение о создании содружества в политическом союзе с США. В 1978 году были введены в действие новая конституция и новое правительство. Как и другие территории США, острова не имеют представительства в Сенате, но представлены в Палате представителей США одним делегатом, который может голосовать в комитете, но не в пленарном заседании Палаты представителей.